# Joseph-Pierre Borel d’Hauterive

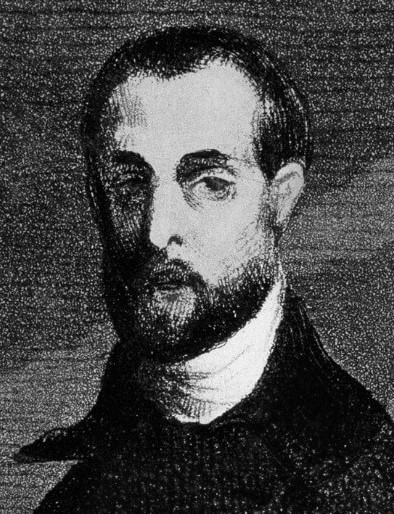
Petrus Borel

Joseph-Pierre Borel d’Hauterive (* 28. Juni 1809 in Lyon; † 14. Juli 1859 in Mostaganem, Algerien), genannt Petrus Borel, Pseudonym Lycanthrope (= Werwolf) war ein französischer Schriftsteller.
Er zählt zur romantischen Bewegung. In seinen Werken benutzt er groteske und bewusst schockierende Elemente, die von Romantikern wie Gautier und Baudelaire geschätzt und von den Surrealisten wiederentdeckt wurden. Ein weiterer literarischer Beitrag ist die Übersetzung des Romans Robinson Crusoe von Daniel Defoe.

## Leben
Borel wurde als zwölftes von 14 Kindern eines Ehepaars geboren, das ab 1820 in Paris einen Handel mit Sparteriewaren betrieb. Er besuchte eine katholische Schule, stand während der Julirevolution von 1830 auf der Seite der Revolutionäre und war mit Literaten wie Gautier, Gérard de Nerval, Auguste Maquet und Joseph Bouchardy befreundet. Auf Ersuchen von Victor Hugo besuchte er die Premiere seines Stücks Hernani und verteidigte es im danach benannten Skandal. Er veröffentlichte einige Schriften, lebte jedoch in bitterer Armut und akzeptierte einen Vorschlag Gautiers, der ihm einen Posten in der Kolonialverwaltung in Algerien anbot. Im Januar 1846 landete Borel in Algier, wo er im Jahr darauf die 19-jährige Gabrielle Claye heiratete und daraufhin seinen Posten in Mostaganem bezog. Nach verschiedenen Versetzungen innerhalb Algeriens und Auseinandersetzungen mit Vorgesetzten kehrte Borel auf sein Gut zurück und befasste sich als einfacher Kolonist mit der landwirtschaftlichen Arbeit. Er starb 1859 vermutlich an den Folgen einer Hyperthermie.

## Werke (Auswahl)
- Les rhapsodies (1831)
- Champavert, contes immoraux (1833)
- Madame Putiphar (1839)